# Liste der geschützten Landschaftsbestandteile in Remscheid
Die Liste der geschützten Landschaftsbestandteile in Remscheid nennt die geschützten Landschaftsbestandteile im Gebiet der kreisfreien Stadt Remscheid in Nordrhein-Westfalen.

## Geschützte Landschaftsbestandteile
In Remscheid gibt es diese, in drei Landschaftsplänen festgesetzten, geschützten Landschaftsbestandteile.
| Bild                          | Nr.      | Bezeichnung des geschützten Landschaftsbestandteils                                | Lage                        | Beschreibung | Anmerkungen |
| ----------------------------- | -------- | ---------------------------------------------------------------------------------- | --------------------------- | --- | ----------- |
| weitere Bilder                | G 2.8.1  | Quellbereich am Platzenberg (nordwestlich Platz)                                   | 51° 12′ 24″ N, 7° 10′ 19″ O | Großflächige Quellmulde mit 0,62 ha Fläche. Es gibt dort mehrere Quellaustritte an einem mit Laubbäumen bestandenen steilen Hang. |             |
| weitere Bilder                | G 2.8.2  | Obstwiese bei Oelingrath                                                           | 51° 12′ 39″ N, 7° 11′ 24″ O | Die Obstwiese bietet Lebensraum für Vögel, Insekten und Kleinsäuger und belebt das Orts- und Landschaftsbild am Rande einer ländlichen Siedlung.                                                                                      |             |
| weitere Bilder                | G 2.8.3  | Grünfläche umgeben mit altem Gehölzbestand östlich der Ortschaft Grund             | 51° 12′ 18″ N, 7° 11′ 26″ O | 0,33 ha große Grünlandfläche im Grenzbereich zwischen Acker und Wald. An eine Böschungskante im Südosten begrenzt von einer durchgewachsenen Hecke aus Ilex und Hainbuche mit einzelnen großen Eichen und Hainbuchen.                 |             |
| weitere Bilder                | G 2.8.4  | Obstwiese bei Farrenbracken östlich der Ortschaft Grund                            | 51° 12′ 11″ N, 7° 11′ 49″ O | 0,13 ha große Obstwiese. Mit öffentlichen Mitteln angelegt, schon daher automatisch geschützt. |             |
| weitere Bilder                | G 2.8.5  | Obstwiese nördlich der Ortschaft Grund                                             | 51° 12′ 29″ N, 7° 11′ 6″ O  | 0,38 ha große Obstwiese. Sie bietet Lebensraum für Vögel, Insekten und Kleinsäuger und belebt das Orts- und Landschaftsbild am Rande einer ländlichen Siedlung.                                                                       |             |
| weitere Bilder                | G 2.8.6  | Quellbereich südlich Wüste                                                         | 51° 12′ 37″ N, 7° 12′ 33″ O | |             |
|                               | G 2.8.7  | Obstwiese nordwestlich der Ortschaft Halbach                                       | 51° 12′ 24″ N, 7° 12′ 42″ O | 0,36 ha große Obstwiese. Bestanden mit 9 Birnbäumen. Sie bietet Lebensraum für Vögel, Insekten und Kleinsäuger und belebt das Orts- und Landschaftsbild am Rande einer ländlichen Siedlung.                                           |             |
| ALte Heerstraße im April 2022 | O 2.8.1  | Hohlweg südlich Handelsweg                                                         | 51° 10′ 33″ N, 7° 14′ 48″ O | Der Hohlweg bildet in Verbindung mit den Hudeeichen (ND 2.6.2) eine einzigartige Landschaftssituation. |             |
| weitere Bilder                | O 2.8.2  | Obstwiese Birgden I                                                                | 51° 10′ 1″ N, 7° 14′ 14″ O  | Es handelt sich hier um die größte Obstwiese im Plangebiet. |             |
| weitere Bilder                | O 2.8.3  | Feuchtgrünland am Birgdener Siepen                                                 | 51° 9′ 53″ N, 7° 14′ 6″ O   | |             |
|                               | O 2.8.4  | Gehölzgruppe südlich Birgden I                                                     | 51° 9′ 50″ N, 7° 14′ 5″ O   | Markante, exponierte Gehölzgruppe |             |
| weitere Bilder                | O 2.8.5  | Quellbereich Birgdener Siepen                                                      | 51° 9′ 50″ N, 7° 14′ 8″ O   | Naturnahe, ungestörter Quellteich mit artenreicher Stillgewässerflora. |             |
| weitere Bilder                | O 2.8.6  | Besenginsterbrache Borner Straße                                                   | 51° 10′ 23″ N, 7° 15′ 24″ O | Große Ginsterfäche mit Ansätzen von Heide- und Magerwiesenvegetation. |             |
| Hecke im August 2022          | O 2.8.7  | Hecke mit Feldrain östlich Buchholzen                                              | 51° 9′ 40″ N, 7° 15′ 21″ O  | Der artenreiche Feldrain befindet sich in exponierter Lage. |             |
| Feldgehölz im November 2015   | O 2.8.8  | Feldgehölz Buchholzer Weg                                                          | 51° 9′ 39″ N, 7° 15′ 25″ O  | Am Ostrand des wertvollen Gehölzbestands gibt es ein Mispelvorkommen (Mespilus germanicus). |             |
| weitere Bilder                | O 2.8.9  | Hecke westlich Tefental                                                            | 51° 9′ 32″ N, 7° 16′ 9″ O   | Weithin sichtbar, landschaftsbildprägend. |             |
| weitere Bilder                | O 2.8.10 | Hecke nördlich Schwarzer Weg                                                       | 51° 9′ 21″ N, 7° 16′ 7″ O   | In exponierter Lage befindet sich diese Hecke. |             |
| weitere Bilder                | O 2.8.11 | Obstwiese nördlich Bornefeld                                                       | 51° 9′ 21″ N, 7° 16′ 10″ O  | Ungestörte, wertvolle Obstwiese |             |
| weitere Bilder                | O 2.8.12 | Quellbereich mit Feuchtbrache nördlich Oberstraße                                  | 51° 9′ 18″ N, 7° 15′ 28″ O  | |             |
| weitere Bilder                | O 2.8.13 | Hecke westlich Bergisch Born                                                       | 51° 9′ 17″ N, 7° 15′ 42″ O  | Hecke mit freistehenden Weißdornbüschen. Standort in exponierter Lage. |             |
| weitere Bilder                | O 2.8.14 | Obstwiese Oberstraße                                                               | 51° 9′ 7″ N, 7° 15′ 37″ O   | Ein alter Obstbaumbestand als Ortsrandeingrünung. |             |
| weitere Bilder                | O 2.8.15 | Hecke südlich Engelsburg                                                           | 51° 9′ 54″ N, 7° 16′ 24″ O  | |             |
| weitere Bilder                | O 2.8.16 | Feldgehölz südlich Gleisdreieck Bergisch Born                                      | 51° 8′ 49″ N, 7° 15′ 47″ O  | |             |
| weitere Bilder                | O 2.8.17 | Gehölzstreifen südwestlich Dörpe                                                   | 51° 8′ 53″ N, 7° 17′ 36″ O  | Ein markantes Gehölz mit hohlwegartiger Lage. |             |
| weitere Bilder                | O 2.8.18 | Teich Langenbusch                                                                  | 51° 9′ 8″ N, 7° 17′ 25″ O   | Von Erlen umrahmtes, landschaftsbildprägendes Gewässer. |             |
| weitere Bilder                | O 2.8.19 | Obstwiese Langenbusch                                                              | 51° 9′ 13″ N, 7° 17′ 22″ O  | Besonders die die südexponierte Lage ist prägend für diesen wertvollen Bestand. |             |
| weitere Bilder                | O 2.8.20 | Besenginsterbrache nördlich Neutefental                                            | 51° 9′ 24″ N, 7° 16′ 35″ O  | Besenginster/Heide nicht auffindbar (Mai 2023) (Anmerk. Fotograf) |             |
| weitere Bilder                | O 2.8.21 | Hecke südöstlich Tefental                                                          | 51° 9′ 31″ N, 7° 16′ 37″ O  | |             |
|                               | O 2.8.22 | Obstwiese nördlich Engelsburg                                                      | 51° 10′ 4″ N, 7° 16′ 16″ O  | Kleine Obstwiese mit strukturreicher Begleitvegetation. |             |
| weitere Bilder                | O 2.8.23 | Felsböschung südlich Kräwinklerbrücke                                              | 51° 10′ 49″ N, 7° 18′ 16″ O | Felsbänder und Magergrünlandstreifen, zum Teil mit Heidekraut bewachsen. |             |
| weitere Bilder                | O 2.8.24 | Teich südlich Nagelsberg                                                           | 51° 11′ 12″ N, 7° 17′ 46″ O | Von artenreicher Stillgewässerflora umgebener Teich. |             |
| weitere Bilder                | O 2.8.25 | Hecke südlich Nagelsberg                                                           | 51° 11′ 16″ N, 7° 17′ 40″ O | |             |
|                               | O 2.8.26 | Obstwiese südlich Nagelsberg                                                       | 51° 11′ 16″ N, 7° 17′ 45″ O | Die Obstwiese ist ungestört und abgelegen. |             |
| weitere Bilder                | O 2.8.27 | Felsböschung südlich Durchsholz                                                    | 51° 11′ 37″ N, 7° 17′ 53″ O | Markanter Hanganriss. Mit südexponierter Saumvegetation. |             |
| weitere Bilder                | O 2.8.28 | Feuchtgrünland im unteren Durchsholzer Bachtal                                     | 51° 11′ 40″ N, 7° 17′ 40″ O | |             |
| weitere Bilder                | O 2.8.29 | Hecke nördlich Spaniermühle                                                        | 51° 11′ 37″ N, 7° 17′ 31″ O | |             |
| weitere Bilder                | O 2.8.30 | Obstwiese westlich Durchsholz                                                      | 51° 11′ 46″ N, 7° 17′ 35″ O | Ein alter Obstbaumbestand als Ortsrandeingrünung. |             |
| weitere Bilder                | O 2.8.31 | Teich westlich Durchsholz                                                          | 51° 11′ 46″ N, 7° 17′ 28″ O | Als Viehtränke genutzter, kleiner, typischer Wiesentümpel. |             |
| weitere Bilder                | O 2.8.32 | Hecke nordwestlich Durchsholz                                                      | 51° 11′ 52″ N, 7° 17′ 32″ O | Markante Hecke, weithin sichtbar auf einer Geländekuppe. |             |
|                               | O 2.8.33 | Heckenrest östlich Hackenberg                                                      | 51° 12′ 0″ N, 7° 17′ 16″ O  | |             |
| weitere Bilder                | O 2.8.34 | Hecke südlich Halle                                                                | 51° 12′ 12″ N, 7° 17′ 12″ O | |             |
| weitere Bilder                | O 2.8.35 | Baumhecke westlich Halle                                                           | 51° 12′ 16″ N, 7° 17′ 4″ O  | Alter Gehölzbestand an einer Hangkante. |             |
|                               | O 2.8.36 | Hohlweg nördlich Hackenberg                                                        | 51° 12′ 22″ N, 7° 16′ 54″ O | |             |
|                               | O 2.8.37 | Gehölzgruppe nordöstlich Lusebusch                                                 | 51° 12′ 31″ N, 7° 16′ 46″ O | Es handelt sich um eine landschaftsbildprägende Gehölzgruppe. |             |
| weitere Bilder                | O 2.8.38 | Hecke südöstlich Schreverheide                                                     | 51° 12′ 9″ N, 7° 15′ 49″ O  | Die Hecke ist gekennzeichnet durch einen hohen Ilexanteil. |             |
| weitere Bilder                | O 2.8.39 | Hecke südlich Garnixhäuschen                                                       | 51° 12′ 1″ N, 7° 15′ 41″ O  | Bis zu 1 m hohe, artenreiche Wallhecke, die Brutvögeln und Insekten Schutz in der dort ansonsten ausgeräumten Landschaft bieten soll.                                                                                                 |             |
| weitere Bilder                | O 2.8.40 | Gehölzgruppe östlich Obergarschagen                                                | 51° 12′ 13″ N, 7° 15′ 28″ O | Drei Einzelgehölze. |             |
| weitere Bilder                | O 2.8.41 | Feuchtwiese mit Teich am Mittelsiefen                                              | 51° 12′ 25″ N, 7° 15′ 46″ O | Die Fläche ist vorbildlich gepflegt. |             |
| weitere Bilder                | O 2.8.42 | Hohlweg südlich Untergarschagen                                                    | 51° 12′ 31″ N, 7° 15′ 46″ O | |             |
| Feuchtwiese im Januar 2022    | O 2.8.43 | Feuchtwiesenstreifen südlich Untergarschagen                                       | 51° 12′ 34″ N, 7° 15′ 47″ O | |             |
| weitere Bilder                | O 2.8.44 | Hecke südwestlich Untergarschagen                                                  | 51° 12′ 29″ N, 7° 15′ 37″ O | Exponierte Hecke an einer Hangkante. |             |
| Hecke im April 2023           | O 2.8.45 | Hecke nordwestlich Untergarschagen                                                 | 51° 12′ 41″ N, 7° 15′ 28″ O | Alter, frei wachsender Heckenstreifen. |             |
| weitere Bilder                | O 2.8.46 | Hecke südlich Mittelgarschagen                                                     | 51° 12′ 31″ N, 7° 15′ 19″ O | |             |
| weitere Bilder                | O 2.8.47 | Teich südwestlich Mittelgarschagen                                                 | 51° 12′ 33″ N, 7° 15′ 13″ O | |             |
| weitere Bilder                | O 2.8.48 | Eschengruppe nördlich Hackenberg                                                   | 51° 12′ 12″ N, 7° 16′ 44″ O | Die Eschengruppe ist alt und sehr mächtig. |             |
| weitere Bilder                | O 2.8.49 | Quellbereich nördlich Luckhausen                                                   | 51° 13′ 19″ N, 7° 15′ 5″ O  | Ehemaliger Weidetümpel als wertvolles Relikt der Kulturlandschaft. Quellbereich des Luckhauser Siepens (li. Zufluss des Marscheider Baches)                                                                                           |             |
| weitere Bilder                | O 2.8.50 | Hecke südlich Endringhausen                                                        | 51° 11′ 38″ N, 7° 14′ 31″ O | Die alte Hecke ist landschaftsprägend. |             |
| weitere Bilder                | O 2.8.51 | Feuchtwiesenstreifen am Herbringhauser Bach                                        | 51° 12′ 27″ N, 7° 16′ 18″ O | Erhalt und Optimierung eines teilweise naturnahen Baches und eines landschaftstypischen Kerbtälchens mit Feuchtgrünland im dicht besiedelten nördlichen Bereich des Bergischen Landes.                                                |             |
|                               | O 2.8.52 | Auwald und Auengebüsch westlich Grunewald                                          | 51° 12′ 17″ N, 7° 16′ 14″ O | Durch natürliche Sukzession entstandenes Auengebüsch. Eine wertvolle Ruhezone inmitten der Kulturlandschaft. |             |
| weitere Bilder                | W 2.8.1  | Teich westlich Klausen                                                             | 51° 12′ 49″ N, 7° 13′ 20″ O | Eine Gewöhnliche Rosskastanie (Aesculus hippocastanum) überspannt den im Gehöft liegenden Teich schirmartig. |             |
| weitere Bilder                | W 2.8.2  | Hecken am Buscher Hof                                                              | 51° 12′ 0″ N, 7° 14′ 27″ O  | Landschaftsbildprägende Gehölzstrukturen inmitten landwirtschaftlich intensiv genutzter Flächen. |             |
| weitere Bilder                | W 2.8.3  | Eiche nördlich Hermannsmühle                                                       | 51° 11′ 47″ N, 7° 13′ 33″ O | |             |
| weitere Bilder                | W 2.8.4  | Baumreihe nördlich Überfeld                                                        | 51° 11′ 28″ N, 7° 13′ 55″ O | Baumreihe aus älteren Hainbuchen |             |
| weitere Bilder                | W 2.8.5  | Feuchtbrache nordöstlich Überfeld                                                  | 51° 11′ 26″ N, 7° 13′ 59″ O | Vernässter Bereich mit Röhricht und Ufergehölzen, zwischen zwei Teichen. |             |
| weitere Bilder                | W 2.8.6  | Röhricht nordöstlich Überfeld                                                      | 51° 11′ 21″ N, 7° 14′ 6″ O  | |             |
| weitere Bilder                | W 2.8.7  | Esche nordöstlich Überfeld                                                         | 51° 11′ 22″ N, 7° 14′ 5″ O  | |             |
| weitere Bilder                | W 2.8.8  | Wallhecke westlich Überfeld                                                        | 51° 11′ 19″ N, 7° 13′ 24″ O | Entwicklungsziel: temporäre Erhaltung |             |
| weitere Bilder                | W 2.8.9  | Wall nordöstlich Hohenhagen                                                        | 51° 11′ 13″ N, 7° 13′ 17″ O | Wall einer ehemaligen Wallhecke. Bewachsen von Pflanzengesellschaften nährstoffarmer Standorte. |             |
| weitere Bilder                | W 2.8.10 | Wallhecke nordöstlich Hohenhagen                                                   | 51° 11′ 20″ N, 7° 13′ 16″ O | |             |
| weitere Bilder                | W 2.8.11 | Waldrand nördlich Hohenhagen                                                       | 51° 11′ 20″ N, 7° 13′ 8″ O  | Südexponierter Waldrand mit vorgelagerter, mit Gehölzen bewachsener, Wallhecke. |             |
| weitere Bilder                | W 2.8.12 | Hecke westlich Hohenhagen                                                          | 51° 11′ 11″ N, 7° 12′ 48″ O | |             |
| weitere Bilder                | W 2.8.13 | Hecke westlich Hohenhagen östlich des Teufelsbaches                                | 51° 11′ 18″ N, 7° 12′ 33″ O | |             |
| weitere Bilder                | W 2.8.14 | Gehölzreihe südwestlich des Teufelsbaches                                          | 51° 11′ 9″ N, 7° 12′ 36″ O  | |             |
| weitere Bilder                | W 2.8.15 | Buchenaltholz östlich Breithammer                                                  | 51° 11′ 38″ N, 7° 12′ 25″ O | Standort südlich des Weges Richtung Danielshammer. |             |
| weitere Bilder                | W 2.8.16 | Heckenbestand südlich Nüdelshalbach                                                | 51° 11′ 35″ N, 7° 12′ 9″ O  | Der Heckenbestand ist landschaftsbildprägend und trägt zur Strukturierung des überwiegend landwirtschaftlich genutzten Bereiches bei.                                                                                                 |             |
| weitere Bilder                | W 2.8.17 | Eschengruppe östlich Steinstraße am Westhang des Müggenbaches                      | 51° 11′ 12″ N, 7° 11′ 47″ O | |             |
| weitere Bilder                | W 2.8.18 | Feuchtbrache am Müggenbach nördlich Hägener Mühle                                  | 51° 11′ 28″ N, 7° 11′ 55″ O | Feuchtbrache mit einzelnen Tümpeln. Geschützt ist auch der umgebende, angrenzende Gehölzbestand. |             |
| weitere Bilder                | W 2.8.19 | Feuchtbrache südlich des Morsbaches nordöstlich des ehemaligen Singerberger Hammer | 51° 11′ 44″ N, 7° 11′ 51″ O | Strukturreicher Bereich mit verschiedenen Sukzessionsstadien. Bewuchs u. a. Pestwurzfloren, Bachröhricht und Erlenaufwuchs. |             |
| weitere Bilder                | W 2.8.20 | Erlenforst am Spelsberger Hammer                                                   | 51° 12′ 4″ N, 7° 11′ 1″ O   | Um 1970 gepflanzter Baumbestand mit einigen Altbäumen. Am Ufer des Morsbaches. Wichtiges Element im Biotopverbund. |             |
|                               | W 2.8.21 | Feuchtwiese am Morsbach zwischen Gründerhammer und Platz                           | 51° 12′ 7″ N, 7° 10′ 33″ O  | Feuchtwiese mit hohem Bestand an Wiesenknöterich. |             |
|                               | W 2.8.22 | Rotbuche östlich Hütz                                                              | 51° 11′ 40″ N, 7° 9′ 49″ O  | Stammumfang 370 cm. |             |
| weitere Bilder                | W 2.8.23 | Rotbuche, Stieleiche und Hainbuche nördlich Hütz                                   | 51° 11′ 38″ N, 7° 9′ 20″ O  | |             |
| weitere Bilder                | W 2.8.24 | Gehölzstreifen östlich des Morsbaches bei Holz                                     | 51° 11′ 15″ N, 7° 8′ 51″ O  | |             |
| weitere Bilder                | W 2.8.25 | Tümpel östlich Morsbach                                                            | 51° 10′ 42″ N, 7° 9′ 21″ O  | |             |
|                               | W 2.8.26 | Alte Hecke südöstlich Morsbach                                                     | 51° 10′ 39″ N, 7° 9′ 26″ O  | |             |
|                               | W 2.8.27 | Rotbuchen südöstlich Engelskotten                                                  | 51° 10′ 24″ N, 7° 9′ 11″ O  | |             |
|                               | W 2.8.28 | Stieleiche in der Hofschaft Gockelshütte                                           | 51° 10′ 21″ N, 7° 9′ 2″ O   | Etwa in den 1870er Jahren gepflanzte Stieleiche |             |
| weitere Bilder                | W 2.8.29 | Eschengruppe nördlich Müngsten                                                     | 51° 10′ 2″ N, 7° 8′ 14″ O   | |             |
| weitere Bilder                | W 2.8.30 | Obstwiese Bornstal                                                                 | 51° 9′ 59″ N, 7° 9′ 16″ O   | |             |
| weitere Bilder                | W 2.8.31 | Gehölzstreifen an Verbindungsweg zwischen Wallburgstraße und Reinshagener Straße   | 51° 9′ 55″ N, 7° 9′ 22″ O   | |             |
| weitere Bilder                | W 2.8.32 | Obstwiese nördlich Küppelstein                                                     | 51° 9′ 20″ N, 7° 8′ 30″ O   | Die Obstwiese besteht aus verschiedenen Obsthochstämmen. Junge Obstbäume sind z. T. nachgepflanzt. |             |
| weitere Bilder                | W 2.8.33 | Bauernwald südwestlich von Tyrol                                                   | 51° 9′ 29″ N, 7° 9′ 25″ O   | Kleiner, auf einer Kuppe gelegener, arten- und strukturreicher Wald mit Hainbuche, Traubeneiche und Rotbuche. |             |
| weitere Bilder                | W 2.8.34 | Hecke südlich des Quellbereichs Ehringhauser Bach                                  | 51° 9′ 30″ N, 7° 10′ 19″ O  | |             |
| weitere Bilder                | W 2.8.35 | Buche am Ehringhauser Bach südlich Ehringhausen                                    | 51° 9′ 28″ N, 7° 10′ 14″ O  | Um das Jahr 1860 gepflanzte Rotbuche. |             |
| weitere Bilder                | W 2.8.36 | Blockschutthalde nordwestlich des ehemaligen Altenhammers                          | 51° 9′ 11″ N, 7° 10′ 12″ O  | Einzige Blockschutthalde dieser Art im Plangebiet. Ein wertvoller Lebensraum für wärmeliebende Reptilien. |             |
| weitere Bilder                | W 2.8.37 | Kastanienreihe nördlich des Mühlenteiches                                          | 51° 10′ 23″ N, 7° 10′ 8″ O  | Fünf markante, alte Kastanien. |             |
| weitere Bilder                | W 2.8.38 | Allee südlich des Mühlenteiches                                                    | 51° 10′ 18″ N, 7° 10′ 8″ O  | Gemischte Allee aus Rotbuche, Stieleiche, Hainbuche und Linde. |             |
|                               | W 2.8.39 | Ahornreihe Kremenholl                                                              | 51° 10′ 20″ N, 7° 10′ 53″ O | Alte durchwachsene Hecke, teilweise mit Hainbuche durchsetzt. |             |
|                               | W 2.8.40 | Obstwiese Kremenholl                                                               | 51° 10′ 19″ N, 7° 10′ 51″ O | am Kremenholler Bach, westlich der Honsberger Straße |             |
| weitere Bilder                | W 2.8.41 | Verlandeter Teich im Lobachtal westlich Dicke Eiche                                | 51° 9′ 52″ N, 7° 11′ 1″ O   | Vom Eicher Siepen durchflossener ehemaliger Teich. Unterhalb liegt ein auwaldartiger Feuchtbereich. |             |
| weitere Bilder                | W 2.8.42 | Hainbuchenhecke unterhalb des Lobachtalteiches                                     | 51° 10′ 4″ N, 7° 11′ 10″ O  | Eine alte durchwachsene Hecke auf einer einen Meter hohen alten Bruchsteinmauer. |             |
| weitere Bilder                | W 2.8.43 | Allee aus Sommerlinden am Lobachtalteich                                           | 51° 10′ 5″ N, 7° 11′ 14″ O  | Lindenallee auf dem Damm des Regenüberlaufbeckens Lobach. |             |
| Feldgehölz im September 2020  | W 2.8.44 | Feldgehölz westlich Papenberg                                                      | 51° 10′ 11″ N, 7° 11′ 35″ O | |             |
|                               | W 2.8.45 | Zwei Obstbrachen am Feilenhauer Weg                                                | 51° 10′ 24″ N, 7° 12′ 1″ O  | |             |
| weitere Bilder                | W 2.8.46 | Bruchsteinmauer Schlepenpohl                                                       | 51° 9′ 6″ N, 7° 11′ 47″ O   | U-förmiger Bruchsteinmauerrest mit Gehölzbrache. |             |
| weitere Bilder                | W 2.8.47 | Erlenwäldchen nördlich Wellershausen                                               | 51° 9′ 27″ N, 7° 12′ 35″ O  | Erlenmischwald stockt am unteren Abschnitt des naturnah verlaufenden Falkenberger Baches. |             |
| weitere Bilder                | W 2.8.48 | Heidereste nordwestlich des Freibades Eschbachtal                                  | 51° 9′ 35″ N, 7° 12′ 56″ O  | Heidereste auf einem relativ steilem Südwesthang |             |
| weitere Bilder                | W 2.8.49 | Feldgehölz südwestlich Berghausen                                                  | 51° 9′ 55″ N, 7° 12′ 57″ O  | |             |
| weitere Bilder                | W 2.8.50 | Baumreihe Berghausen/Wasserwerk                                                    | 51° 9′ 49″ N, 7° 13′ 5″ O   | Straßenbegleitende Baumreihe entlang der Verbindungsstraße zum Wasserwerk. |             |
| weitere Bilder                | W 2.8.51 | Teich Mebusmühle                                                                   | 51° 9′ 41″ N, 7° 13′ 44″ O  | Nach der Renaturierung 2021 umfließt der Eschbach den Teich ohne Hindernis für Wanderfischarten. Ein Bypass sorgt für etwas Wasserzulauf aus dem Eschbach am Nordende. Am Südende gibt es im Damm eine Überlaufschwelle zum Eschbach. |             |
| weitere Bilder                | W 2.8.52 | Gehölzbestände und Hecken östlich Großberghausen                                   | 51° 9′ 45″ N, 7° 13′ 38″ O  | |             |
| weitere Bilder                | W 2.8.53 | Feldgehölz südöstlich Struck                                                       | 51° 9′ 58″ N, 7° 13′ 36″ O  | Das Feldgehölz befindet sich innerhalb einer Weidefläche. |             |
| weitere Bilder                | W 2.8.54 | Feldgehölz östlich Grünental                                                       | 51° 9′ 56″ N, 7° 13′ 59″ O  | Durch Beweidung aufgelichtetes Feldgehölz. Zum Teil von kleineren Felsbiotopen durchzogen. |             |
| weitere Bilder                | W 2.8.55 | Altbaumbestand am Linkläuer Bach                                                   | 51° 10′ 33″ N, 7° 10′ 23″ O | Ein Bestand aus acht Buchen und einer Eiche. |             |